# Rodokmen Morzinů

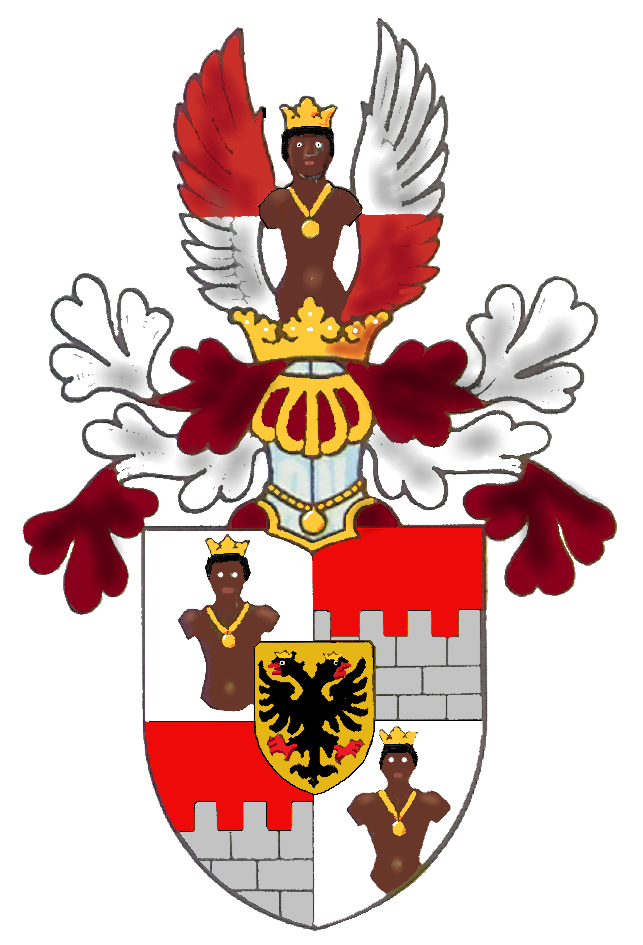
Morzinský erb

Toto je vývod z předků italsko-českého šlechtického rodu Morzinů.

## Vývod z předků
Anselm rytíř z Mohru (od 1532 z Morzinu)
1. Matyáš
  1. Kašpar ∞ Eleonora z Malacrida
    1. Blažej ∞ Jeronýma Altana ze Salwarolu
      1. Rudolf Jan († 1646) ∞ Sabina Žofie z Vřesovic (ovdovělá Hrzánová z Harasova)
      2. Pavel († 1688) ∞ (I) Marie Alžběta Hrzánová z Harasova; ∞ (II) Sidonie Zádubská ze Šontálu (1643—1709)
        1. Jan Rudolf (1641—1702) ∞ (I) Eva Konstantina Vratislavová z Mitrovic († 1700); ∞ (II) Kateřina Rosa Vratislavová z Mitrovic († 1725)
          1. Maxmilián († 1706) ∞ Kateřina Klaudie z Althannu (1674—1725)
          2. Václav (1676—1737) ∞ Marie Kateřina z Erdődy (1679—1750)
            1. Karel Josef ∞ Marie Renata z Trauttmansdorffu (1707—1777)
              1. František Xaver (1735—1791) ∞ Filipína z Weissenwolfu

        2. Ferdinand Matyáš (1642—1725) ∞ Kateřina z Pfürdtu (ovdovělá ze Schaumburku) (1654—1736)
          1. Ferdinand II. Maxmilián (1693—1763) ∞ (I) Anna Kateřina Novohradská z Kolovrat (1697—1736); ∞ (II) Ludovika Lažanská z Bukové († 1778)
            1. Karel Josef František (1717—1783) ∞ Vilemína Rajská z Dubnice (1730—1774)
              1. Rudolf Ferdinand Desider (1752—1817) ∞ Josefa Terezie Hohenwartová (1772—1846)
                1. Rudolf (1801—1881) ∞ Filipína Swéerts-Šporková (1808—1834)
                  1. Aloisie (1832—1853) ∞ Heřman Černín z Chudenic († 1892)

        3. František Mikuláš (1645—1709) ∞ Marie Eleonora z Trauttmansdorffu (1657—1714)
        4. Pavel Tomáš († 1697)